# 루이 안드리선
루이 안드리선(네덜란드어: Louis Andriessen, 1939년 6월 6일 ~ 2021년 7월 1일)는 네덜란드의 클래식 작곡가이다. 네덜란드의 피아니스트이며 클래식 작곡가 음악가의 가족에서 태어났다. 루이 안드리선의 아버지의 헨드릭 안드리선(1892-1981) 작곡가이며  어머니는 요한나 앤슈츠(1898-1975)이다. 1959년에 과데아무스 국제작곡가 상을 받았다. 2011년 그로마이어 작곡상을 받았다.